# Boží muka v Kuklenách
Boží muka v Kuklenách jsou typově složitý a nejednotně označovaný objekt, který je postaven na Denisově náměstí v Hradci Králové. Od roku 2022 je objekt zapsán jako kulturní památka.

## Popis
Typově složitý a nejednotně označovaný objekt, který bývá kromě ukřižování uváděn též jako pískovcový sloup s křížem nebo Boží muka, která jsou zakončena krucifixem. Na hranolovém soklu s nápisem „CURATOR IOANNES WITUS BLAHA CIUIS RAE=GRAECENSIS A. DNI. 1705: DIE 23 NOUE.“ jsou na čtyřech stranách reliéfní postavy světců latinsky pojmenovaných - sv. Jan Nepomucký, sv. Rozálie, sv. Anna a sv. Florian. Na takto zdobený sokl nasedá vysoký sloup zakončený malým ukřižováním.

## Historie
Objekt byl postaven 23. listopadu 1705 nákladem královéhradeckého měšťana Jana Víta Bláhy, který původně umístil tuto skulpturu před svou zájezdní hospodou na Bláhovce, a to ještě před založením Kuklen.
Tyto Boží muka byla v rámci staletí několikrát opravena. Z těch písemně zaznamenaných je nejdůležitější ta z roku 1894, která též dokazuje, že i dříve nebylo vše děláno poctivě a s fortelem, ale dejme slovo dobovému kronikáři:
„Dne 18. června 1894 rozhodlo obecní zastupitelstvo o opravě sloupu, kterou provedl pan Pražák. Vyplaceno bylo místo požadovaných 37 zlatých toliko dvacet pět, poněvadž oprava ta chvalitebně provedena nebyla.“

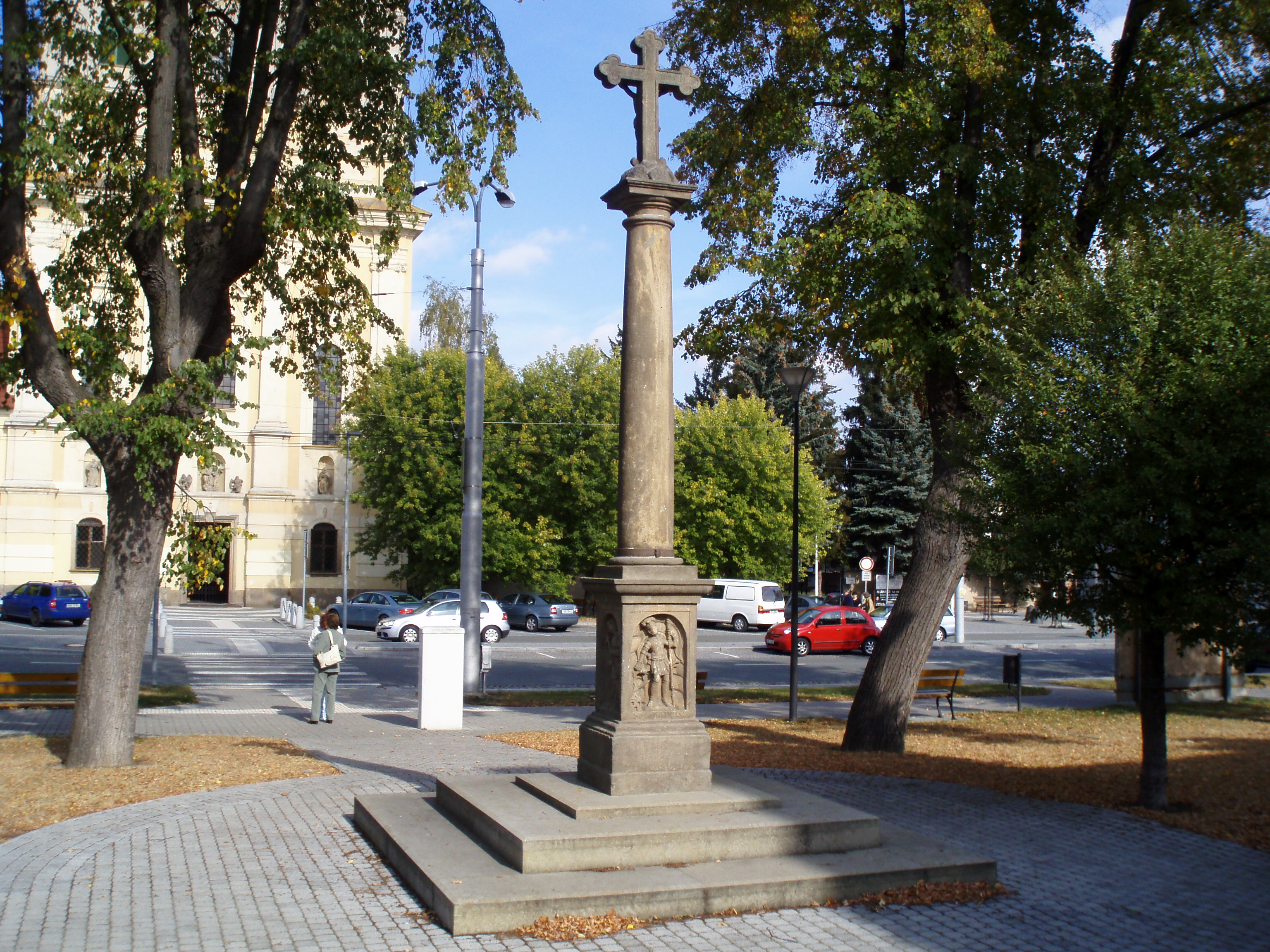
Zadní část kříže

Po roce 1948 hrozilo tomuto ukřižování několikrát nebezpečí odstranění, a to v letech 1959 a 1962. Komunistům se totiž nelíbilo, že skoro uprostřed náměstí, jež v roce 1957 obdrželo název náměstí Sovětské armády, se nachází takováto církevní památka, jež není zrovna přehlédnutelným objektem. Sloup však nakonec odstraněn nebyl a zůstal zde až dodnes. Po rekonstrukci Denisova náměstí v letech 2004–2005 obdržel noční nasvícení.